# Patera (exogéologie)
Pour les articles homonymes, voir Patera.

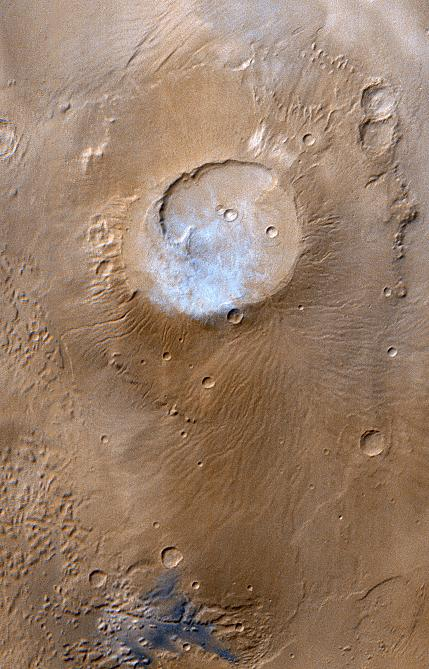
L'Apollinaris Patera sur Mars — Image prise par Mars Global Surveyor.

Une patera est une structure géologique. Ce terme est utilisé en exogéologie pour désigner des édifices volcaniques, mais également pour des cratères différents de cratères d'impact classiques (comme Orcus Patera). Sur la Terre, on parle plutôt de caldeira.

## Usage
Le mot désignait dans l'Antiquité romaine une patère, un vase large et peu profond ressemblant à une soucoupe et destiné à recevoir une boisson, surtout dans un contexte rituel comme une libation.
Le mot est féminin en latin et, dans cette langue, son pluriel est paterae. C'est ce pluriel qu'on utilise dans la nomenclature astronomique, où la langue est le latin ; c'est aussi le pluriel en anglais.
« Patera » est d'introduction récente en français et son pluriel peut faire l'objet de débat. En français, on a tendance à intégrer complètement les mots, donc à dire des « pateras ».[réf. nécessaire]

## Liste de pateras
| Sur Vénus: - Aitchison Patera - Anning Paterae - Anthony Patera - Apgar Patera - Ayrton Patera - Bakhtadze Patera - Barnes Patera - Bers Patera - Bethune Patera - Boadicea Paterae - Bremer Patera - Cherskaya Patera - Colette Patera - Darclée Patera - Davies Patera - Destinnová Patera - Dietrich Patera - Dutrieu Patera - Eliot Patera - Fedchenko Patera - Fedosova Patera - Garbo Patera - Garland Patera - Graham Patera - Grizodubova Patera - Hatshepsut Patera - Hiei Chu Patera - Hroswitha Patera - Izumi Patera - Jaszai Patera - Jotuni Patera - Keller Patera - Kottauer Patera - Kupo Patera - Kvasha Patera - Labé Patera - Ledoux Patera - Libby Patera - Lindgren Patera - Malibran Patera - Malintzin Patera - Mansfield Patera - Mehseti Patera - Mezrina Patera - Mikhaylova Patera - Nikolaeva Patera - Nordenflycht Patera - Panina Patera - Payne-Gaposchkin Patera - Pchilka Patera - Pocahontas Patera - Raskova Paterae - Razia Patera - Rogneda Patera - Sacajawea Patera - Sachs Patera - Sappho Patera - Serova Patera - Shelikhova Patera - Shulzhenko Patera - Siddons Patera - Stopes Patera - Tarbell Patera - Teasdale Patera - Tenisheva Patera - Tey Patera - Tipporah Patera - Viardot Patera - Vibert-Douglas Patera - Villepreux-Power Patera - Vovchok Patera - Wilde Patera - Witte Patera - Žemaite Patera | Sur Io: - Ababinili Patera - Agni Patera - Ah Peku Patera - Aidne Patera - Altjirra Patera - Amaterasu Patera - Angpetu Patera - Aramazd Patera - Arusha Patera - Asha Patera - Ātar Patera - Aten Patera - Babbar Patera - Balder Patera - Belenus Patera - Bochica Patera - Camaxtli Patera - Carancho Patera - Cataquil Patera - Catha Patera - Chaac Patera - Chors Patera - Creidne Patera - Cuchi Patera - Culann Patera - Daedalus Patera - Dazhbog Patera - Dingir Patera - Dusura Patera - Ekhi Patera - Emakong Patera - Estan Patera - Fo Patera - Fuchi Patera - Gabija Patera - Galai Patera - Gibil Patera - Girru Patera - Gish Bar Patera - Grannos Patera - Haokah Patera - Hatchawa Patera - Heiseb Patera - Heno Patera - Hephaestus Patera - Hi'iaka Patera - Hiruko Patera - Horus Patera - Huo Shen Patera - Ilmarinen Patera - Inti Patera - Isum Patera - Itzamna Patera - Janus Patera - Kami-Nari Patera - Kane Patera - Karei Patera - Kava Patera - Khalla Patera - Kibero Patera - Kinich Ahau Patera - Kurdalagon Patera - Laki-oi Patera - Llew Patera - Loki Patera - Lu Huo Patera - Maasaw Patera - Mafuike Patera - Malik Patera - Mama Patera - Manua Patera - Masaya Patera | - Maui Patera - Mazda Paterae - Mbali Patera - Menahka Patera - Mentu Patera - Michabo Patera - Mihr Patera - Mithra Patera - Monan Patera - Mulungu Patera - Namarrkun Patera - Nina Patera - Ninurta Patera - Nusku Patera - Nyambe Patera - Ot Patera - Päive Patera - Pautiwa Patera - Pillan Patera - Podja Patera - Purgine Patera - Pyerun Patera - Ra Patera - Radegast Patera - Rarog Patera - Rata Patera - Reiden Patera - Reshef Patera - Reshet Patera - Ruaumoko Patera - Ruwa Patera - Savitr Patera - Sêd Patera - Sengen Patera - Seth Patera - Sethlaus Patera - Shakuru Patera - Shamash Patera - Shamshu Patera - Shango Patera - Shoshu Patera - Sigurd Patera - Siun Patera - Steropes Patera - Sui Jen Patera - Surya Patera - Susanoo Patera - Svarog Patera - Talos Patera - Taranis Patera - Taw Patera - Tawhaki Patera - Thomagata Patera - Tien Mu Patera - Tiermes Patera - Tohil Patera - Tol-Ava Patera - Tung Yo Patera - Tupan Patera - Tvashtar Paterae - Ukko Patera - Ülgen Patera - Uta Patera - Vahagn Patera - Viracocha Patera - Vivasvant Patera - Wabasso Patera - Wayland Patera - Yaw Patera - Zal Patera | Sur Mars: - Alba Patera - Amphitrites Patera - Apollinaris Patera - Biblis Patera - Diacria Patera - Hadriaca Patera - Issedon Paterae - Malea Patera - Meroe Patera - Nili Patera - Orcus Patera - Peneus Patera - Pityusa Patera - Tyrrhena Patera - Ulysses Patera - Uranius Patera Sur Triton: - Dilolo Patera - Gandvik Patera - Kasu Patera - Kibu Patera - Leviathan Patera Sur Ganymède: - Hamra Patera - Hammamat Patera - Musa Patera - Natrun Patera - Rum Patera - Yaroun Patera |  |